# Skrzek – Film i Teatr I
Skrzek – Film i Teatr I – dokumentacja muzyki teatralnej i filmowej Józefa Skrzeka z lat 1979 – 1983. Publikacja została wydana jako szesnasta płyta z 20 płytowego boxu muzycznego dotyczącego twórczości Józefa Skrzeka zatytułowanego Viator 1973–2007 wydanego przez Metal Mind Productions.

## Premiera
- Nagrania (1-10) były rejestrowane w 1979 roku w Wytwórni Filmów Dokumentalnych w Warszawie, utwór 11 nagrano na potrzeby spektaklu „Karłowicz - Interpretacje” w reżyserii Adama Hanuszkiewicza w 1983 roku, kompozycje (12-24) pochodzą z filmu Czas dojrzewania w 1983 roku[3].
- Oficjalna premiera całego 20 płytowego boxu odbyła się w Studiu Koncertowym Polskiego Radia Katowice w kwietniu 2007 r.[4].

## Muzycy
- Józef Skrzek - śpiew, syntezatory, Minimoog, Polymoog, Sonicsixmoog, Roland Drumatix TR - 606
- Janusz Hryniewicz - śpiew, gitara

## Lista utworów
1. Golem - Moloch #1 - 01:01
2. Golem - Moloch #2 - 01:01
3. Golem - Moloch #3 - 00:29
4. Golem - Moloch #4 - 00:46
5. Golem - Moloch #5 - 00:28
6. Golem - Moloch #6 - 00:29
7. Golem - Moloch #7 - 00:20
8. Golem - Moloch #8 - 00:21
9. Golem - Moloch #9 - 01:16
10. Golem - Moloch - 03:04
11. Excerpts from „Karłowicz - interpretacje” - 14:18
12. Czas dojrzewania #1 - 04:03
13. Czas dojrzewania #2 - 01:04
14. Czas dojrzewania #3 - 03:37
15. Czas dojrzewania #4 - 05:52
16. Czas dojrzewania #5 - 03:33
17. Czas dojrzewania #6 - 01:22
18. Czas dojrzewania #7: Kogucik przed dyskoteką - 05:57
19. Czas dojrzewania #8 - 02:40
20. Czas dojrzewania #9 - 04:20
21. Czas dojrzewania #10 - 00:57
22. Czas dojrzewania #11 - 04:54
23. Czas dojrzewania #12 - 02:11
24. Czas dojrzewania #13 - 02:22

## Informacje dodatkowe
- Utwory (1-10) – zostały zrealizowane do filmu w reżyserii Piotra Szulkina - Golem z 1979 roku (decyzją reżysera tylko utwór 10 został wykorzystany w filmie)[3].
- Autorem tekstu do utworu 10 jest Miron Białoszewski.
- Utwór 11 jest w oryginale kompozycją Mieczysława Karłowicza[3].
- Utwory (12-24) – zostały nagrane do filmu Mieczysława Waśkowskiego zatytułowanego Czas dojrzewania z 1983 roku (w filmie utwory te są skrócone, kompozycja „Kogucik przed dyskoteką” w metryce filmu figuruje pod nazwą „Kogut”[3].
- oficjalna strona filmu Czas dojrzewania w serwisie filmowym.
- oficjalna strona filmu Golem w serwisie filmowym.
- Box został wydany w ilości 1000 numerowanych egzemplarzy.